# Bacidia antricola
Bacidia antricola är en lavart som beskrevs av Johan Hulting. Bacidia antricola ingår i släktet Bacidia, och familjen Ramalinaceae. Arten är reproducerande i Sverige.